# Résolution 817 du Conseil de sécurité des Nations unies
Membres permanents
- Chine
- États-Unis
- France
- Royaume-Uni
- Russie

Membres non permanents
- Brésil
- Cap-Vert
- Djibouti
- Espagne
- Hongrie
- Japon
- Maroc
- Nouvelle-Zélande
- Pakistan
- Venezuela

Résolution no 816 Résolution no 818
La Résolution 817 est une résolution du Conseil de sécurité des Nations unies adoptée le 7 avril 1993, dans sa 3196e séance, concernant la Macédoine et qui recommande à l'Assemblée générale des Nations unies d'admettre ce pays comme nouveau membre.

## Vote
La résolution a été approuvée à l'unanimité.

## Contexte historique
À la suite de cette résolution ce pays est admis à l'ONU le 8 avril 1993,

## Texte
- Résolution 817 Sur fr.wikisource.org
- Résolution 817 Sur en.wikisource.org